# Liste deutsch-niederländischer Städte- und Gemeindepartnerschaften
Dies ist eine Liste von Städte- und Gemeindepartnerschaften zwischen Deutschland und den Niederlanden.
| Deutsche Gemeinde                             | Bundesland          | Niederländische Gemeinde                                                              | Provinz        | seit                                                                             |
| --------------------------------------------- | ------------------- | ------------------------------------------------------------------------------------- | -------------- | -------------------------------------------------------------------------------- |
| Ahaus                                         | Nordrhein-Westfalen | Haaksbergen -Nachbarstadt-                                                            | Overijssel     | 1988                                                                             |
| Alsdorf                                       | Nordrhein-Westfalen | Brunssum                                                                              | Limburg        | 1988                                                                             |
| Alzenau                                       | Bayern              | Sint-Oedenrode                                                                        | Noord-Brabant  | 1965                                                                             |
| Arnsberg                                      | Nordrhein-Westfalen | Deventer                                                                              | Overijssel     | 1956                                                                             |
| Aurich                                        | Niedersachsen       | Appingedam (seit 2021 Teil von Eemsdelta)                                             | Groningen      | 1989                                                                             |
| Bad Bentheim                                  | Niedersachsen       | Assen                                                                                 | Drenthe        | 1959–2009                                                                        |
| Bad Karlshafen                                | Hessen              | ’s-Gravenzande                                                                        | Zuid-Holland   | 1961                                                                             |
| Bad Kötzting                                  | Bayern              | Meerssen                                                                              | Limburg        | 1989 (im Rahmen der Douzelage)                                                   |
| Bad Pyrmont                                   | Niedersachsen       | Heemstede                                                                             | Noord-Holland  | 2000                                                                             |
| Bad Rothenfelde                               | Niedersachsen       | Hardenberg-Avereest                                                                   | Overijssel     | 1988                                                                             |
| Balve                                         | Nordrhein-Westfalen | Heerde                                                                                | Gelderland     | 1978                                                                             |
| Bardowick (Samtgemeinde)                      | Niedersachsen       | Drechterland                                                                          | Noord-Holland  | 1970(geschlossen mit Venhuizen)                                                  |
| Battenberg (Eder)                             | Hessen              | Loon op Zand                                                                          | Noord-Brabant  | 1982(Städtekontakt)                                                              |
| Bergen (Landkreis Celle)                      | Niedersachsen       | Hendrik-Ido-Ambacht                                                                   | Zuid-Holland   | 2003                                                                             |
| Bergisch Gladbach                             | Nordrhein-Westfalen | Velsen                                                                                | Noord-Holland  | 1956                                                                             |
| Bergneustadt                                  | Nordrhein-Westfalen | Landsmeer                                                                             | Noord-Holland  | 1968                                                                             |
| Charlottenburg-Wilmersdorf, Bezirk von        | Berlin              | Apeldoorn                                                                             | Gelderland     | 1968                                                                             |
| Billerbeck                                    | Nordrhein-Westfalen | Lochem                                                                                | Gelderland     | 1966–1994                                                                        |
| Bispingen                                     | Niedersachsen       | Helden (Teil von Peel en Maas)                                                        | Limburg        | 1969(siehe Partnerschaften bei Helden/Limburg)                                   |
| Blomberg                                      | Nordrhein-Westfalen | Papendrecht                                                                           | Zuid-Holland   | 1975                                                                             |
| Böblingen                                     | Baden-Württemberg   | Geleen (seit 2001 Sittard-Geleen)                                                     | Limburg        | 1962                                                                             |
| Borkum                                        | Niedersachsen       | Eemsmond (ursprünglich Warffum, seit 2019 Het Hogeland)                               | Groningen      | 1989                                                                             |
| Bückeburg                                     | Niedersachsen       | Nieuwerkerk aan den IJssel (seit 2010 Teil von Zuidplas)                              | Zuid-Holland   | 1974                                                                             |
| Castrop-Rauxel                                | Nordrhein-Westfalen | Delft                                                                                 | Zuid-Holland   | 1950–2000                                                                        |
| Coesfeld                                      | Nordrhein-Westfalen | De Bilt                                                                               | Utrecht        | 1977                                                                             |
| Dahlenburg (Samtgemeinde)                     | Niedersachsen       | Hardenberg-Gramsbergen                                                                | Overijssel     | 1976                                                                             |
| Darmstadt                                     | Hessen              | Alkmaar                                                                               | Noord-Holland  | 1958                                                                             |
| Dillenburg                                    | Hessen              | Breda                                                                                 | Noord-Brabant  | 1963                                                                             |
| Dreieich                                      | Hessen              | Oisterwijk                                                                            | Noord-Brabant  | 1972(geschlossen mit Sprendlingen)                                               |
| Dreieich                                      | Hessen              | Bleiswijk (seit 2007 Teil von Lansingerland)                                          | Zuid-Holland   | 1974(geschlossen mit Götzenhain)                                                 |
| Dresden                                       | Sachsen             | Rotterdam                                                                             | Zuid-Holland   | 1988                                                                             |
| Drolshagen                                    | Nordrhein-Westfalen | Joure (seit 2014 Teil von De Fryske Marren)                                           | Fryslân        | 1969                                                                             |
| Emlichheim                                    | Niedersachsen       | Zwartewaterland-Genemuiden                                                            | Overijssel     | [ 34 ]                                                                           |
| Emsbüren                                      | Niedersachsen       | Losser                                                                                | Overijssel     | 1998                                                                             |
| Emsdetten                                     | Nordrhein-Westfalen | Hengelo                                                                               | Overijssel     | 1991                                                                             |
| Esslingen                                     | Baden-Württemberg   | Schiedam                                                                              | Zuid-Holland   | 1964                                                                             |
| Finsterwalde                                  | Brandenburg         | Gouda                                                                                 | Zuid-Holland   | (Städtefreundschaft)                                                             |
| Fröndenberg                                   | Nordrhein-Westfalen | Winschoten                                                                            | Groningen      | 1989–2017                                                                        |
| Fulda                                         | Hessen              | Dokkum                                                                                | Fryslân        | 2013                                                                             |
| Fürstenau                                     | Niedersachsen       | Ruurlo (seit 2005 Teil von Berkelland)                                                | Gelderland     | 1979                                                                             |
| Geesthacht                                    | Schleswig-Holstein  | Hoogezand-Sappemeer (seit 2018 Teil von Midden-Groningen)                             | Groningen      | 1966–2019                                                                        |
| Gemünden am Main                              | Bayern              | Duiven                                                                                | Gelderland     | 1988                                                                             |
| Georgsmarienhütte                             | Niedersachsen       | Emmen                                                                                 | Drenthe        | 1965/1999                                                                        |
| Gera                                          | Thüringen           | Arnhem                                                                                | Gelderland     | 1987                                                                             |
| Gerolstein                                    | Rheinland-Pfalz     | Gilze-Rijen                                                                           | Noord-Brabant  | 1981(seitens Gilze-Rijen gekündigt, ohne Akzeptanz von Gerolstein), Fortführung: |
| Goch                                          | Nordrhein-Westfalen | Veghel                                                                                | Noord-Brabant  | 1971                                                                             |
| Grebenstein                                   | Hessen              | Lopik                                                                                 | Utrecht        | 1989/1992                                                                        |
| Grevenbroich                                  | Nordrhein-Westfalen | Peel en Maas (geschlossen mit Kessel)                                                 | Limburg        | 2015                                                                             |
| Gronau                                        | Nordrhein-Westfalen | Epe                                                                                   | Gelderland     | 1978                                                                             |
| Großefehn                                     | Niedersachsen       | Pekela                                                                                | Groningen      | 2004                                                                             |
| Gundelfingen an der Donau                     | Bayern              | Beek                                                                                  | Limburg        | 1970                                                                             |
| Haren (Ems)                                   | Niedersachsen       | Vlagtwedde                                                                            | Groningen      | 1972                                                                             |
| Haselünne                                     | Niedersachsen       | Elburg                                                                                | Gelderland     | 1989                                                                             |
| Hattorf am Harz (Samtgemeinde)                | Niedersachsen       | Asten                                                                                 | Noord-Brabant  | 1973, seitens Asten gekündigt                                                    |
| Herzebrock-Clarholz                           | Nordrhein-Westfalen | Steenwijkerland                                                                       | Overijssel     | 1994(geschlossen mit dem 2001 eingemeindeten Brederwiede)                        |
| Herzogenrath                                  | Nordrhein-Westfalen | Kerkrade -Nachbarstadt-                                                               | Limburg        | 1991, siehe auch Eurode                                                          |
| Hilchenbach                                   | Nordrhein-Westfalen | Ruinen                                                                                | Drenthe        | 1965                                                                             |
| Hitzacker (Elbe) (Geburtsort von Prinz Claus) | Niedersachsen       | Wisch (Oude IJsselstreek)                                                             | Overijssel     | ? – 2005, siehe hier                                                             |
| Hörstel                                       | Nordrhein-Westfalen | Dalfsen                                                                               | Overijssel     | 1995                                                                             |
| Hohenhameln                                   | Niedersachsen       | Loppersum (seit 2021 Teil von Eemsdelta)                                              | Groningen      | [ 62 ]                                                                           |
| Horstmar                                      | Nordrhein-Westfalen | Zutphen                                                                               | Gelderland     | 1991–2018(geschlossen mit Warnsveld)                                             |
| Hürth                                         | Nordrhein-Westfalen | Spijkenisse (seit 2015 Teil von Nissewaard)                                           | Zuid-Holland   | 1966                                                                             |
| Ibbenbüren                                    | Nordrhein-Westfalen | Hellendoorn                                                                           | Overijssel     | 1968                                                                             |
| Idstein                                       | Hessen              | Heusden\|                                                                             | Noord-Brabant  | 1972–2012                                                                        |
| Ilmenau (Samtgemeinde)                        | Niedersachsen       | Westerveld                                                                            | Drenthe        | 1990                                                                             |
| Iserlohn                                      | Nordrhein-Westfalen | Almelo                                                                                | Overijssel     | 1954                                                                             |
| Kalkar                                        | Nordrhein-Westfalen | Gendt                                                                                 | Gelderland     | 1978                                                                             |
| Kleve                                         | Nordrhein-Westfalen | Ameland (Gemeinde)                                                                    | Fryslân        | 2014                                                                             |
| Koblenz                                       | Rheinland-Pfalz     | Maastricht                                                                            | Limburg        | 1981                                                                             |
| Köln                                          | Nordrhein-Westfalen | Rotterdam                                                                             | Zuid-Holland   | 1958                                                                             |
| Köln (Rodenkirchen)                           | Nordrhein-Westfalen | Kerkrade (Eygelshoven)                                                                | Limburg        | ?                                                                                |
| Kranenburg                                    | Nordrhein-Westfalen | Berg en Dal -Nachbarstadt-                                                            | Gelderland     | 1999                                                                             |
| Krefeld                                       | Nordrhein-Westfalen | Venlo                                                                                 | Limburg        | 1964                                                                             |
| Krefeld                                       | Nordrhein-Westfalen | Leiden                                                                                | Zuid-Holland   | 1974                                                                             |
| Lampertheim                                   | Hessen              | Wierden                                                                               | Overijssel     | 1967(2010 seitens Wierden aufgelöst)                                             |
| Langelsheim                                   | Niedersachsen       | Emmer-Compascuum (Gemeinde Emmen)                                                     | Drenthe        | 1991                                                                             |
| Langelsheim                                   | Niedersachsen       | Nieuw-Weerdinge (Gemeinde Emmen)                                                      | Drenthe        | 1991                                                                             |
| Langelsheim                                   | Niedersachsen       | Roswinkel (Gemeinde Emmen)                                                            | Drenthe        | 1991                                                                             |
| Langenselbold                                 | Hessen              | Simpelveld                                                                            | Limburg        | 1968                                                                             |
| Lilienthal                                    | Niedersachsen       | Stadskanaal                                                                           | Groningen      | 1971                                                                             |
| Lippstadt                                     | Nordrhein-Westfalen | Uden                                                                                  | Noord-Brabant  | 1971                                                                             |
| Lüdenscheid                                   | Nordrhein-Westfalen | Den Helder                                                                            | Noord-Holland  | 1980                                                                             |
| Lünen                                         | Nordrhein-Westfalen | Zwolle                                                                                | Overijssel     | 1963                                                                             |
| Marktredwitz                                  | Bayern              | Roermond                                                                              | Limburg        | 2007 (begründet 2004 mit Swalmen)                                                |
| Meinerzhagen                                  | Nordrhein-Westfalen | IJsselmuiden (seit 2001 Teil von Kampen)                                              | Overijssel     | 1961                                                                             |
| Michelstadt                                   | Hessen              | Hulst                                                                                 | Zeeland        | 1969                                                                             |
| Mönchengladbach                               | Nordrhein-Westfalen | Roermond                                                                              | Limburg        | 1971                                                                             |
| Mörfelden-Walldorf                            | Hessen              | Wageningen                                                                            | Gelderland     | 1992                                                                             |
| Münster                                       | Nordrhein-Westfalen | Enschede                                                                              | Overijssel     | 2020                                                                             |
| Nauheim                                       | Hessen              | Geleen (seit 2001 Sittard-Geleen)                                                     | Limburg        | 1971                                                                             |
| Neuenrade                                     | Nordrhein-Westfalen | Dinxperlo(seit 2005 Teil von Aalten)                                                  | Gelderland     | 1984                                                                             |
| Neustadt an der Weinstraße                    | Rheinland-Pfalz     | Echt-Susteren                                                                         | Limburg        | 2019                                                                             |
| Norderstedt                                   | Schleswig-Holstein  | Zwijndrecht                                                                           | Zuid-Holland   | 1981                                                                             |
| Nordhorn                                      | Niedersachsen       | Coevorden                                                                             | Drenthe        | 1963                                                                             |
| Oberursel (Stierstadt)                        | Hessen              | Koggenland (Ursem)                                                                    | Noord-Holland  | 1971                                                                             |
| Oldenburg                                     | Niedersachsen       | Groningen                                                                             | Groningen      | 1989                                                                             |
| Oranienburg                                   | Brandenburg         | Vught                                                                                 | Noord-Brabant  | 2000                                                                             |
| Osnabrück                                     | Niedersachsen       | Haarlem                                                                               | Noord-Holland  | 1961                                                                             |
| Pfinztal                                      | Baden-Württemberg   | Leerdam (seit 2019 Teil von Vijfheerenlanden)                                         | Utrecht        | 1987                                                                             |
| Recklinghausen                                | Nordrhein-Westfalen | Dordrecht                                                                             | Zuid-Holland   | 1974                                                                             |
| Reichshof                                     | Nordrhein-Westfalen | Noordenveld                                                                           | Drenthe        | 1963                                                                             |
| Rendsburg                                     | Schleswig-Holstein  | Almere                                                                                | Flevoland      | 2014                                                                             |
| Rheda-Wiedenbrück                             | Nordrhein-Westfalen | Oldenzaal                                                                             | Overijssel     | 1976                                                                             |
| Rhede (Ems)                                   | Niedersachsen       | Westerwolde-Bellingwedde                                                              | Groningen      | 1979                                                                             |
| Rheine                                        | Nordrhein-Westfalen | Borne                                                                                 | Overijssel     | 1983                                                                             |
| Ritterhude                                    | Niedersachsen       | Scheemda (seit 2010 Teil von Oldambt)                                                 | Groningen      | 1967 (keine Urkunde)                                                             |
| Schwarzenbek                                  | Schleswig-Holstein  | Delfzijl (seit 2021 Teil von Eemsdelta)                                               | Groningen      | 1960                                                                             |
| Siegen (geschlossen mit Geisweid)             | Nordrhein-Westfalen | Rijnsburg (seit 2006 Teil von Katwijk)                                                | Zuid-Holland   | 1963                                                                             |
| Sigmaringen                                   | Baden-Württemberg   | Boxmeer                                                                               | Noord-Brabant  | 2001                                                                             |
| Sögel (Samtgemeinde)                          | Niedersachsen       | Noordenveld                                                                           | Drenthe        | 1985                                                                             |
| Soest                                         | Nordrhein-Westfalen | Kampen                                                                                | Overijssel     | 1992                                                                             |
| Soest                                         | Nordrhein-Westfalen | Soest                                                                                 | Utrecht        | 2004                                                                             |
| Solingen                                      | Nordrhein-Westfalen | Gouda                                                                                 | Zuid-Holland   | 1957                                                                             |
| Spelle (Samtgemeinde)                         | Niedersachsen       | Hof van Twente-Markelo                                                                | Overijssel     | 1980                                                                             |
| Stadtlohn                                     | Nordrhein-Westfalen | Dinkelland                                                                            | Overijssel     | 1975 (geschlossen mit Weerselo)                                                  |
| Steinfurt                                     | Nordrhein-Westfalen | Rijssen-Holten                                                                        | Overijssel     | 1974                                                                             |
| Steinhagen                                    | Nordrhein-Westfalen | Woerden                                                                               | Utrecht        | 1972                                                                             |
| Steinheim                                     | Hessen              | Doorn                                                                                 | Utrecht        | 1970–2009                                                                        |
| Tempelhof-Schöneberg, Bezirk von              | Berlin              | Amstelveen                                                                            | Noord-Holland  | 1957/2005                                                                        |
| Trier                                         | Rheinland-Pfalz     | ’s-Hertogenbosch                                                                      | Noord-Brabant  | 1968                                                                             |
| Übach-Palenberg                               | Nordrhein-Westfalen | Landgraaf -Nachbarstadt-                                                              | Limburg        | 2000                                                                             |
| Uelsen                                        | Niedersachsen       | Tubbergen                                                                             | Overijssel     | 1981                                                                             |
| Uelsen (Samtgemeinde)                         | Niedersachsen       | Tubbergen                                                                             | Overijssel     | 2007                                                                             |
| Unna                                          | Nordrhein-Westfalen | Waalwijk                                                                              | Noord-Brabant} | 1968                                                                             |
| Usingen                                       | Hessen              | Overbetuwe                                                                            | Gelderland     | 1975                                                                             |
| Waldkappel                                    | Hessen              | Hazerswoude                                                                           | Zuid-Holland   | 1971                                                                             |
| Walsrode                                      | Niedersachsen       | Zaltbommel                                                                            | Gelderland     | 1991                                                                             |
| Wardenburg                                    | Niedersachsen       | Tynaarlo (begründet mit der ehemaligen Gemeinde Eelde, seit 1998 Teil von Tynaarlo)   | Drenthe        | 1986/1998                                                                        |
| Weilburg                                      | Hessen              | Zevenaar                                                                              | Gelderland     | 1966                                                                             |
| Westerkappeln                                 | Nordrhein-Westfalen | Deventer (begründet mit der ehemaligen Gemeinde Bathmen, seit 2005 Teil von Deventer) | Overijssel     | 1984, aufgrund der Eingemeindung fraglich und 2014 beendet                       |
| Winterberg                                    | Nordrhein-Westfalen | Rijssen-Holten                                                                        | Overijssel     | 1989                                                                             |
| Wittlich                                      | Rheinland-Pfalz     | Boxtel                                                                                | Noord-Brabant  | 1959                                                                             |
| Wohltorf                                      | Schleswig-Holstein  | Coevorden (begründet mit der ehemaligen Gemeinde Sleen, seit 1998 Teil von Coevorden) | Drenthe        | ?                                                                                |
| Zülpich                                       | Nordrhein-Westfalen | Overbetuwe                                                                            | Gelderland     | 1988(begründet mit Elst)                                                         |
| Zwickau                                       | Sachsen             | Zaanstad                                                                              | Noord-Holland  | 1987                                                                             |